# Антс Пійп
Антс Пійп (ест. Ants Piip; 28 лютого 1884, волость Тухалаане, Феллинский повіт, Ліфляндська губернія, Російська імперія — 1 жовтня 1942, Пермська область, РРФСР, СРСР) — естонський державний діяч, юрист, дипломат; з 20 грудня 1920 року до 25 січня 1921 року — державний старійшина Естонії (глава естонської держави і уряду).

## Біографія

### Освіта
Син служниці. Закінчив учительську семінарію в Голдінгені (нині Кулдіга в Латвії) в 1903 році, гімназію (екстерном) в Аренсбургі (нині Курессааре в Естонії) в 1908 році, юридичний факультет Петербурзького університету (1913), залишився при університеті для підготовки до професорського звання (1913—1916). У 1912 році стажувався в Берлінському університеті.

### Діяльність у 1903—1917 роках
З 1903 року вчителював у школі в Марієнбурзі (нині Алуксне в Латвії), з 1905 року викладав у православній парафіяльній школі імені імператора Миколи II в Аренсбурзі, в 1906—1912. Один із засновників судно-ощадного товариства в Аренсбурзі (Німеччина), був головою учительської спілки острова Езель (нині Сааремаа в Естонії) та Естонського товариства підтримки дітей. З 1914 року був помічником присяжного повіреного.
У 1916—1917 роках був військовим чиновником у російській судовій адміністрації. У 1917 — приват-доцент міжнародного права Петербурзького університету; одночасно працював у Департаменті національностей Міністерства внутрішніх справ Тимчасового уряду Росії.
У 1917 році — член Тимчасової Земської Ради Естляндськой губернії, його представник на Державній нараді у Москві і на Всеросійській демократичній нараді в Петрограді.

### ПолітикідипломатнезалежноїЕстонії
У 1919—1920 роках — заступник і виконувач обов'язків міністра закордонних справ Естонії, учасник Паризької мирної конференції (1919) (делегація від Естонії офіційно не брала участь у Паризькій мирній конференції), член естонської делегації на переговорах з владою РРФСР в Юр'єві (Тарту), що завершилися підписанням Тартуського мирного договору. З 26 жовтня по 20 грудня 1920 — прем'єр-міністр і військовий міністр; з 20 грудня 1920 по 25 січня 1921 — державний старійшина Естонії (глава держави та уряду).
Депутат Установчих зборів та 1-го скликання Державного зборів (Рійгікогу; 1919—1923) від Естонської партії праці.
Міністр закордонних справ в урядах Констянтина Пятса (1921—1922), Яана Теэманта (1925—1926), Яана Тиніссона (1933), Юрі Улуотса (1939—1940).
У листопаді 1917 року — перший дипломатичний представник Естонії в Петрограді, впродовж 1918—1920 років — посланець Естонії в Лондоні. Домігся направлення до берегів Естонії союзної англійської військової ескадри, займався придбанням зброї під час Естонської війни за незалежність.
Головний редактор газети партії праці «Vaba Maa» (1923).
У 1923—1925 роках — посол Естонії в США. Представляв Естонію на міжнародних конференціях, очолював її делегацію на засіданнях Ліги Націй. Був членом погоджувальної комісії у Фінляндії між США і Фінляндією, був головою комісії Греції — США.

### Юрист і політик
У 1919 році був призначений професором міжнародного права Тартуського університету, однак у зв'язку з перебуванням на дипломатичній службі приступив до виконання обов'язків у 1925 році. Протягом 1930—1939 років — голова університетського академічного суду. У 1932 році запрошений як викладач Каліфорнійського університету (США). Протягом 1929—1940 років — президент Французького академічного інституту в Тарту. У 1923—1940 роках — адвокат.
З 1922 року — голова Естонського товариства Ліги Націй (1937—1940 — Товариства міжнародних відносин). Протягом 1929—1940 років — голова Пан'європейського Союзу. Упродовж 1932—1940 років — голова Естоно-латвійського суспільства, у 1932—1940 роках — голова Академічного правового суспільства. Почесний громадянин Тухалаане. Нагороджений Хрестом Свободи III/1 (вищий ступінь за цивільні заслуги)[3].
Упродовж 1930—1940 років — член муніципальної ради Тарту, а в 1935—1938 роках — його голова. Був членом рад «Vaba Maa» Ltd і банку Тарту. У 193 році7 — член другої палати Національних зборів (як представник університету), в 1938—1940 роках — депутат Державного представницького зібрання (складався з демократичної опозиції, очолюваної Я. Тиніссоном). У 1939 році був єдиним представником опозиції, який увійшов до складу уряду Улуотса.

### Арешт і загибель
30 червня 1941 року його заарештовано органами НКВС і відправлено в Ніробський табір Молотовської області, де помер 1 жовтня 1942 року.